# Bài chòi
Le bài chòi (où bài signifie « chant » et chòi se traduit par « belvédère ») désigne un art traditionnel du centre du Vietnam. Il mêle plusieurs formes artistiques : la musique, la poésie, le théâtre, la peinture et la littérature sont convoqués. En 2017, cette pratique artistique est inscrite au patrimoine culturel immatériel après une décision de l'UNESCO. 

## Description et histoire
Le bài chòi apparaît dans la province de Binh Dinh. Il est répandu dans tout le centre du Vietnam. Pratiqué par des membres de toutes les classes sociales, surtout à l'occasion du Nouvel An lunaire, il se décline en deux formes : le «jeu du bai choi» et le «spectacle de bai choi». Dans la cour d’une maison communale, d’une pagode ou sur un terrain vaste et plat, sont érigés des cabanons  en bambou où a lieu le jeu, au nombre de dix : chacun compte quatre ou cinq personnes. Le public, souvent nombreux, se voit remettre par les deux meneurs de jeu (des chanteurs portant turban et tunique traditionnelle) trois plaquettes de bambou où sont gravées des figures humaines, animales et d'objets. Le jeu consiste à écouter des chants des meneurs et à sonner une cloche en bois si ces derniers correspondent à l'image de la plaquette : pour gagner, il faut remporter le plus de drapeaux jaunes (un drapeau est distribué au joueur qui sonne la cloche en bois de manière appropriée). Le Hieu est le nom donné au meneur de jeu, qui peut être une femme ou un homme, et dont le rôle est important. Les paroles sont improvisées.  
Il commença à être joué depuis des miradors en bois, ou belvédères, d'où les travailleurs surveillaient leurs champs. D'après Ebsjorn Watermark, spécialiste suédois de la musique folklorique, le Cải lương et le Tuồng, arts traditionnels musicaux et dramatiques vietnamiens, constituent deux influences du Bài chòi. 
Au vingt-et-unième siècle, des fêtes de bài chòi sont organisées au printemps (du dernier jour de l'année lunaire au septième jour de l'année suivante). Ces festivités attirent des touristes. Cette forme artistique se transmet oralement, et parfois dans des clubs, écoles et associations.

## Intégration du patrimoine culturel immatériel
Lors de la 12e session de son Comité intergouvernemental de sauvegarde du patrimoine culturel immatériel, qui se tint en Corée du Sud, cet art est officiellement inscrit sur la liste du patrimoine culturel immatériel par l'UNESCO . Cette pratique est considérée par l'UNESCO comme « une importante forme de culture et de divertissement dans les communautés villageoises ».